# Ото фон Керпен
Ото фон Керпен (на немски: Otto von Kerpen), велик магистър на рицарите от Тевтонския орден от 1200 до смъртта си през 1208 г. Ото допринася за самостоятелността и независимостта на германския орден от по-старите ордени на тамплиерите и хоспиталиерите.